# 5 Ursae Majoris
5 Ursae Majoris (b Ursae Majoris) é uma estrela na direção da Ursa Major. Possui uma ascensão reta de 08h 53m 22.57s e uma declinação de +61° 57′ 44.0″. Sua magnitude aparente é igual a 5.72. Considerando sua distância de 285 anos-luz em relação à Terra, sua magnitude absoluta é igual a 1.01. Pertence à classe espectral F2III.